# Robert Burns
|  | Aquest article tracta sobre el poeta escocès. Si cerqueu l'historiador estatunidenc, vegeu «Robert Ignatius Burns». |

Robert Burns (Alloway, 25 de gener de 1759-Dumfries, 21 de juliol de 1796) fou un poeta escocès, considerat el més important en llengua escocesa. El seu poema Auld Lang Syne es canta tradicionalment per Cap d'Any en molts països de cultura anglosaxona, o com a comiat. Se n'ha popularitzat una versió en català, amb el nom de L'hora dels adéus.

## Biografia
Va néixer a Alloway, Ayrshire (Escòcia), en una família de grangers humils. De ben jove va començar a fer poesia, utilitzant el dialecte escocès de la seva regió. Tot i la popularitat de la seva obra, que va començar a publicar el 1786, no va arribar mai a fer prou diners per abandonar la feina a la granja. De fet, el 1789, va haver d'agafar una feina com a funcionari del servei de duanes.
Es va morir als 37 anys, per problemes de cor, agreujats per les dures condicions de treball al camp. Ben aviat, es van recollir diners des de tot Escòcia per mantenir la seva vídua i els seus fills.
La seva poesia tracta sobretot temes quotidians o de cultura popular, feta sempre des del punt de vista de les classes populars, cosa que va contribuir a la seva popularització. La seva ideologia republicana, radical i progressista per a l'època es pot palpar en la inclusió de temàtiques com ara el patriotisme escocès, l'anticlericalisme, les desigualtats de classe, els rols de gènere, crítiques a l'Església d'Escòcia (Scottish Kirk) d'aquella època, la identitat cultural escocesa, la pobresa, la sexualitat i els aspectes beneficiosos de la socialització popular (que es poden identificar en gran manera amb el whisky, les cançons populars...); en aquest sentit, es troben molts paral·lels amb la ideologia i la temàtica de la poesia de William Blake.
Avui en dia, tot i que la llengua escocesa tal com es parlava en la seva època ha desaparegut en la major part de la societat, la seva poesia continua sent popular. De fet, cada any, el 25 de gener se celebra amb un sopar l'aniversari del seu naixement arreu d'Escòcia, i en molts llocs del món ho fan també persones amb ascendència escocesa. Aquesta celebració, anomenada Burns Supper ('sopar de Burns'), es basa en el haggis (una espècie d'embotit escocès) i la lectura de diversos poemes seus.